# Comuna Perepîs, Horodnea
Perepîs (în ucraineană Перепис) este o comună în raionul Horodnea, regiunea Cernihiv, Ucraina, formată din satele Kusii și Perepîs (reședința).

## Demografie
Componența lingvistică a comunei Perepîs
     Ucraineană (97,81%)
     Rusă (1,23%)
     Alte limbi (0,68%)
Conform recensământului din 2001, majoritatea populației comunei Perepîs era vorbitoare de ucraineană (97,81%), existând în minoritate și vorbitori de rusă (1,23%).